# Max Springweiler
Max Springweiler (* 8. Dezember 1906 in Waldkirch; † 16. November 1994) war ein deutscher Feinmechaniker, Bordfunker, Pilot in China, Leiter einer Fluggesellschaft und Publizist. Über dreißig Jahre seines Berufslebens verbrachte er in Ostasien.

## Beruflicher Werdegang
Max Springweiler wurde im Schwarzwald geboren. In der Familie herrschten ärmliche Verhältnisse. Da er technisch sehr interessiert war, lernte er Feinmechaniker, verließ aber bereits 1927 Deutschland. Auf der Suche nach Arbeit überquerte er die Alpen und fand eine Anstellung in den Dornier-Flugzeugwerken in Marina di Pisa. Neben seiner Tätigkeit in den Werkstätten erlernte er das Fliegen, das er an den Verkehrsfliegerschulen in Berlin und Sylt vertiefte. Seinen ersten Einsatz in einem Flugzeug hatte er als Bordfunker bei der Deutschen Lufthansa.

## Einsatz in China
Auf diesem Weg kam Springweiler 1931 nach China und fand eine Anstellung als Bordmonteur und -funker bei der deutsch-chinesischen EURASIA Aviation Corporation. Nach einer kurzen Eingewöhnungszeit wurde er mit zum Aufbau und Eröffnung neuer Fluglinien im ostasiatischen Raum herangezogen. Ab diesem Zeitpunkt gab es die ersten regelmäßigen Flüge zwischen Shanghai und Manzhouli. Zu seiner festen Bordmannschaft gehörten der Pilot Johannes Rathje (1906–1977) und der Bordmechaniker Otto Kölber. Die dann eigentlich von der Fluggesellschaft EURASIA geplanten transsibirischen Flüge kamen durch den Widerstand der Sowjetunion nicht zustande. Deshalb konzentrierten sie sich auf den Ausbau der innerchinesischen Fluglinien.
Im Jahr 1934 wechselte Springweiler seinen Wohnort von Peking nach Shanghai. Dort blieb er weitere Zeit als Funker und Bordmechaniker bei der EURASIA beschäftigt. Mitte der 1930er Jahre beabsichtigte er nach Deutschland zurückzukehren und hatte deshalb bei seiner Fluggesellschaft gekündigt. Unter dem Eindruck der inzwischen im „Dritten Reich“ vollzogenen Entwicklung entschied er sich um und kehrte im Mai 1937 nach Shanghai zurück und arbeitete auch als Pilot. Kriegsbedingt war der Sitz der EURASIA inzwischen nach Hongkong verlegt worden, dennoch entschied er sich, bei der Gesellschaft zu bleiben und wechselte deshalb zeitweilig seinen Wohnort nach Indochina.
Wegen der durch den Zweiten Weltkrieg zunehmend schwieriger werdenden Verhältnisse in China beabsichtigte Springweiler 1941 erneut nach Deutschland zurückzukehren. Die Tschaing-Kai-Schek-Regierung wies alle Deutschen als Kriegsgegner aus. Die Ausreise über Sibirien mit der Bahn (Juni 1941) war gebucht. Doch der bevorstehende Überfall Deutschlands auf die Sowjetunion vereitelte diese Möglichkeit, so dass Springweiler Shanghai nicht verlassen konnte. Mit der gewaltsamen Besetzung Shanghais durch die Japaner im Dezember 1941 wurden die Deutschen als "friendly enemies" klassifiziert. Auf Grund seiner funktechnischen Berufserfahrungen erhielt er im gleichen Jahr eine Anstellung an der deutschen Botschaft in Shanghai und wurde dort in die für nachrichtendienstliche Aufgaben zuständige Abteilung integriert. Sein Vorgesetzter war hier Generalkonsul Martin Fischer. Den zeitlichen Umständen und Möglichkeiten entsprechend war Springweiler auch weiterhin gelegentlich für die EURASIA tätig.
Eine deutliche Veränderung der Arbeitsbedingungen am deutschen Generalkonsulat in Shanghai traten ein, als Heinrich Georg Stahmer im Sommer 1941 die Amtsgeschäfte als Botschafter bei der Nangjing-Regierung übernahm. Durch ihn wurden nicht nur mit Deutlichkeit Grundzüge der NS-Außenpolitik und der NS-Ideologie durchgedrückt, sondern es stand nunmehr die uneingeschränkte Unterstützung Japans als deutscher Bündnispartner im Mittelpunkt der diplomatischen Aktivitäten. Das betraf zugleich auch eine Neuausrichtung der vom Generalkonsulat in Shanghai betriebenen Propagandaarbeit und der Nachrichtenbeschaffung. Auch für die Fluggesellschaft EURASIA brachten diese Jahre Veränderungen. Sie wurde 1943 von der Central Air Transport Corporation (CATC), einer sowjetisch-chinesischen Luftfahrtgesellschaft im Bereich Privatflüge, aufgekauft. Damit verlor Springweiler seine zeitweilige Nebenbeschäftigung.
Die mit der Niederlage Deutschlands im Zweiten Weltkrieg 1945 und der wenige Monate später erzwungenen Kapitulation Japans eingetretenen Veränderungen waren auch für Springweiler gravierend. Ohne Beschäftigung, als Ausländer und früherer Akteur einer Kriegspartei, die auch großes Leid für die chinesische Bevölkerung gebracht hat, befand er sich nach dem August 1945 in „feindseliger Umgebung“. Im März gelang es ihm, in einer amerikanischen Autowerkstatt eine Beschäftigung zu erhalten. Ab Mai 1946 konnte er wieder als (Co-)Pilot fliegen. Der Direktor von der Luthern World Federation (LWF) Daniel Nielsen mit Hauptsitz in Jerusalem hatte ihn beauftragt, Evakuierungsflüge für westliche Ausländer, vor allem Missionare, aus China zu organisieren. Bis 1949 brachte Springweiler auf der Fluglinie China-Norwegen mit diesem Auftrag zahlreiche Personen aus dem chinesischen Landesinnern in Sicherheit. Im April 1949 musste er dann selbst das Land verlassen. Von da an unternahm er vom Ausland aus weitere Flüge, um gefährdete Personen aus diesem Raum herauszuholen.
Ab 1951 war Springweiler einer der Direktoren der amerikanisch-chinesischen Fluggesellschaft Civil Air Transport (CAT), die sich nach außen als eine private Gesellschaft getarnt hatte, aber vor allem in den 1950er Jahren Flüchtlinge aus dem ostasiatischen Raum ausflog. Bis zu ihrer Umbenennung in Air America hatte sie auf diesem Weg die Rückführung von 20.000 Personen aus Indochina organisiert. Die Fluggesellschaft übernahm darüber hinaus auch Transporteinsätze für andere Länder in den ostasiatischen Raum. Im Jahre 1962 beendete Springweiler seine Tätigkeit bei der CAT und ging für zehn Jahre als Repräsentant der Lufthansa für Australien und Neuseeland nach Sydney (Australien). Für seine Leistungen ab 1946 in China wurde er im März 1972 mit dem Bundesverdienstkreuz I. Klasse ausgezeichnet.
Seinen Lebensabend verbrachte er im Kreise seiner Familie. Neben der Pflege seiner Kontakte nutzte er die Zeit unter anderem damit, seine vielfältigen Erinnerungen niederzuschreiben. Erst nach seinem Tod 1994 sind diese Dokumentationen veröffentlicht worden. Daraus geht hervor, dass er einunddreißig Jahre seines Berufslebens im ostasiatischen Raum verbracht hat.

## Familie
Die Eltern von Max Springweiler waren der Prokurist Otto Springweiler und seiner Ehefrau Friedericke, geborene Gwinner. Er war der Zweitgeborene des Paares.
Max Springweiler heiratete 1937 in Hongkong Ruth Elisabeth Rau (1912–1997). Dort lebten sie auch über viele Jahre. Die erste  Tochter des Ehepaares wurde in Hongkong geboren. Ihre zweite Tochter kam in Hanoi zur Welt. Seine Ehefrau verstarb 1997.

## Publikationen
- Bruch bei Yun Tak 1935, Archiv Stu-Deo.
- Erkundungsflug in China 1931, Schriften des Studienwerkes Deutsches Leben in Ostasien e.V. Heft 4, Jahrgang 1995, S. 13ff.
- Flugpionier in China, Dr. Kovac Verlag 1996.